# You Win Again
«You Win Again» es una canción de 1987 escrita e interpretada por los Bee Gees. Barry Gibb escribió la melodía mientras que su hermano Maurice concibió el sonido de la introducción en su cochera que abre el tema.
El título viene de la canción del mismo nombre, éxito de 1952 del cantante Hank Williams, aunque Robin Gibb dijo que él no había escuchado acerca de esta.
Fue un sencillo #1 en Reino Unido, Suiza, Alemania, Austria y Noruega, además de ser Top 10 en Holanda, Italia y Suecia. No obstante la canción fue una decepción en los Estados Unidos, llegando sólo a la posición #75.

## Canción
«You Win Again» fue el sencillo principal del álbum número quince de los Bee Gees E.S.P., el primero desde 1981, descartando las contribuciones a bandas sonoras. Alcanzó la posición #75 en el Billboard Hot 100 pero se convirtió en el quinto #1 en Reino Unido y el primer sencillo en llegar al tope de la lista desde 1979.
En 1989, los Bee Gees tuvieron una pequeña vuelta a las listas con el Top 10 estadounidense «One». La compañía disquera de la banda decidió capitalizar el éxito de «You Win Again» y «One» lanzádolos juntos, pero el sencillo no generó mayor interés en el público y no llegó a las listas.

## Personal
- Barry Gibb - voz principal y coros, guitarras
- Robin Gibb - voz principal y coros
- Maurice Gibb - sintetizadores y coros
- Robbie Kondor - sintetizadores
- Rhett Lawrence - sampler

## Formatos
Como los sencillos en formato de CD no eran comunes a fines de los años 80, «You Win Again» fue lanzado comercialmente en discos de vinilo y casetes, aunque un sencillo en CD de una canción fue producido solamente para promociones en los Estados Unidos